# NGC 1562
NGC 1562 è una lontana galassia lenticolare  situata nella costellazione dell'Eridano, a una distanza di circa 440 milioni di anni luce dalla nostra Via Lattea.

## Scoperta
La galassia è stata scoperta il 12 novembre 1885 dall'astronomo statunitense Francis Leavenworth.